# Чатрапаті Шиваджі Магараджа Васту Санграхалая
Чатрапаті Шиваджі Магараджа Васту Санграхалая (маратхі छत्रपती शिवाजी महाराज वस्तुसङ्ग्रहालय, гінді छत्रपति शिवाजी महाराज वस्तुसङ्ग्रहालय, англ. Chhatrapati Shivaji Maharaj Vastu Sangrahalaya (CSMVS)), колишня назва — Музей Західної Індії принца Уельського (англ. Prince of Wales Museum of Western India) — головний музей міста Мумбаї (штат Махараштра). Був заснований на початку XX століття видатними городянами за підтримки уряду на честь візиту принца Уельського. Розташований у самому серці Південного Мумбаї біля Брами до Індії. Музей було перейменовано на початку 2000-х років на честь Шиваджі, засновника імперії Маратха.
Будівля музею була зведена в індо-сарацинському архітектурному стилі з включенням елементів інших стилів (монгольського, маратхійського та джайнійського). Музей оточений пальмовими садами та квітниками.
Фонди музею налічують понад 50 000 експонатів як стародавньої індійської історії, так і з інших земель. Всі експонати розділені на три секції: мистецтво, археологія та природнича історія. Артефакти індської цивілізації та інші реліквії стародавньої Індії належать до часів правління Гуптів, Маур'їв, Чалук'я та Раштракутів.

## Історія

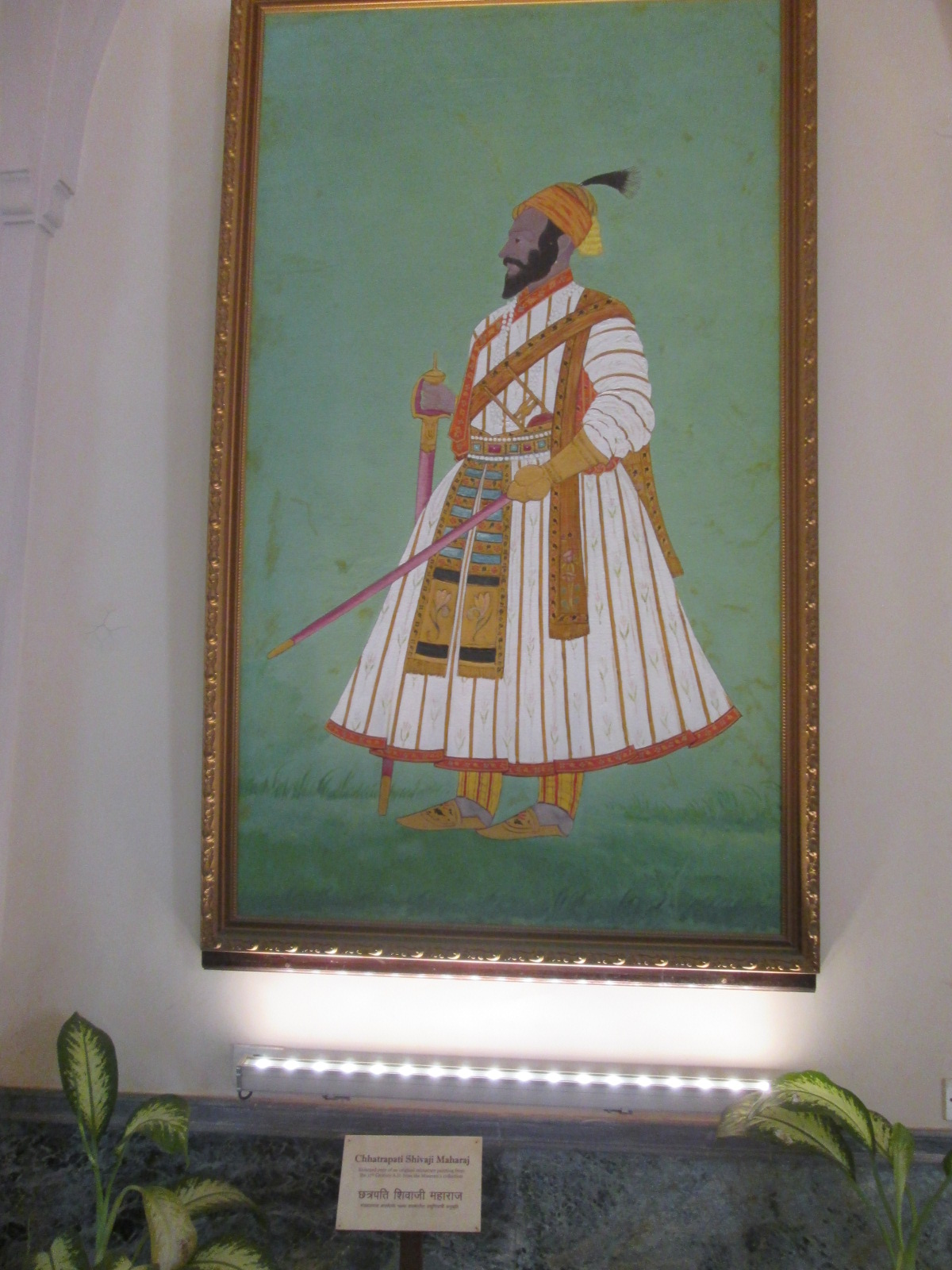
Портрет Шиваджі Великого на вході до музею

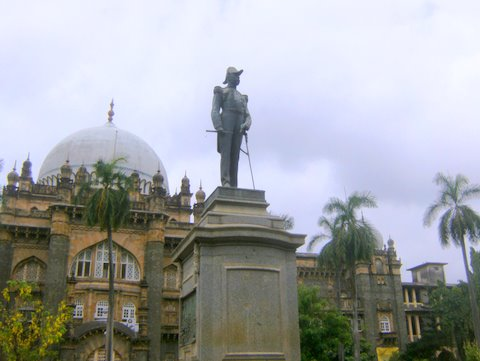
Статуя принца Вельського, майбутнього британського імператора Георга V

1904 року деякі представник еліти Бомбею вирішили заснувати музей та назвати його на честь тогочасного принца Уельського, майбутнього короля Георга V. Перший камінь у фундамент був закладений принцом Уельським 11 листопада 1905 року. 1 березня 1907 уряд Бомбейського президентства виділив музею земельну ділянку, де донині музей і розташовується. За результатами відкритого конкурсу 1909 року створення проекту музею було доручено Джорджу Віттету, який до цього вже проектував будівлю головпоштамту у Бомбеї, а 1911 року він же спроектував одну з найвідоміших пам'яток Мумбаї — Браму до Індії.
Зведення будівлі музею було завершено 1915 року, утім використовувалась первинно як дитячий притулок і військовий шпиталь за часів Першої світової війни. Відкриття музею Принца Уельського відбулось 10 січня 1922 року, його проводила леді Ллойд, дружина Джорджа Ллойда, губернатора Бомбея.
Будівля музею є місцевою пам'яткою I ступеню та 1990 року здобула першу премію (англ. Urban Heritage Award, досл. «Нагорода за міську спадщину») у бомбейському відділенні товариства Індійської спадщини. Музей було перейменовано після того як місту повернули історичну назву (колоніальний Бомбей було замінено на рідний Мумбаї)

## Архітектура

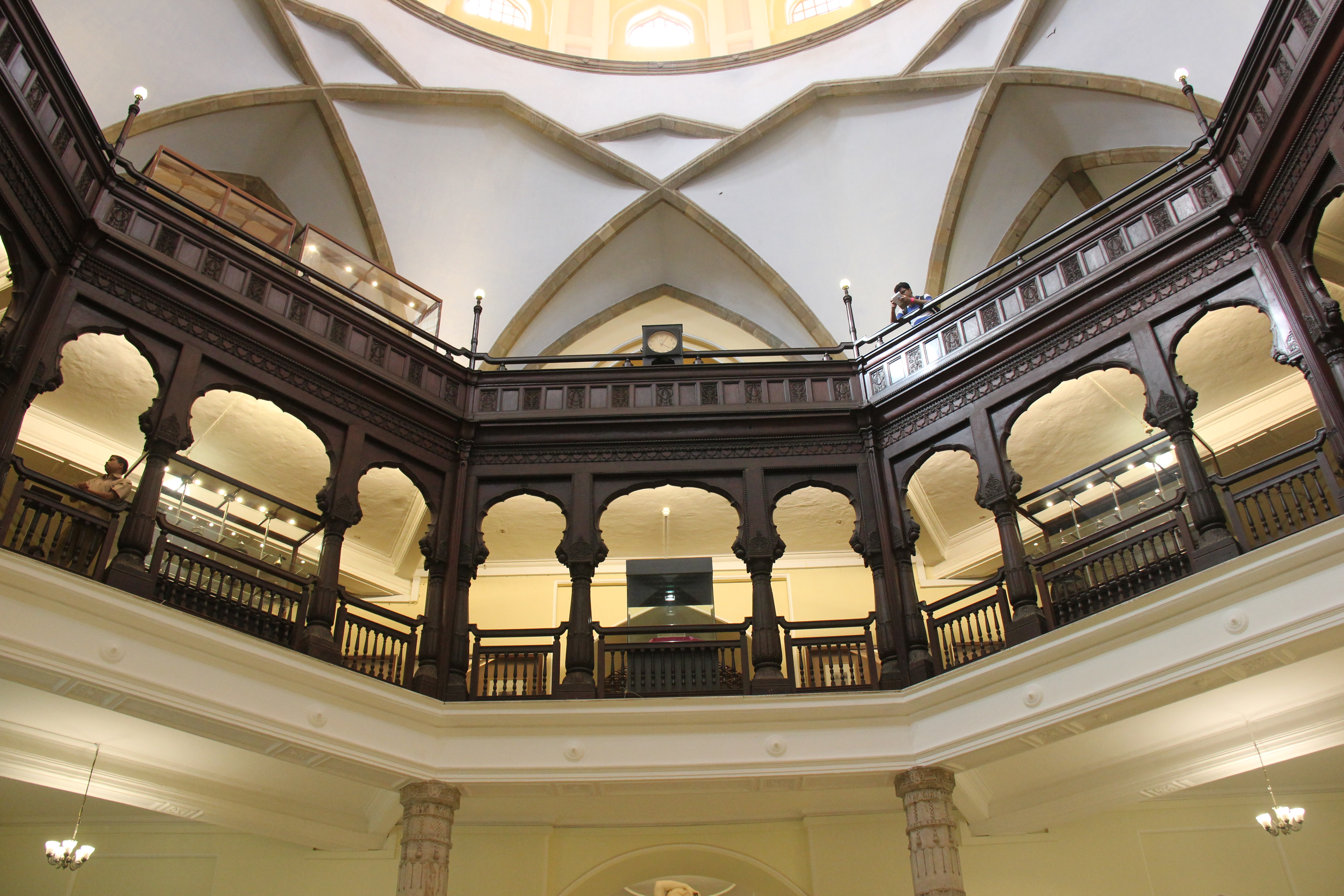
Головний хол музею

Музей було збудовано з місцевого сірого базальту та світлого трахіту. Будівля є триповерховою прямокутною спорудою, увінчаною куполом, встановленим на базі, що утворює додатковий поверх у центрі будівлі. Центральний купол оточують башточки з мініатюрними куполами.
За програмою модернізації (2008) у східному крилі музею планується додатково створити 2 800 м2 площ для розміщення кількох нових галерей, консерваційної студії, виїзної виставкової галереї та конференц-зали У музеї також є бібліотека.

## Колекції

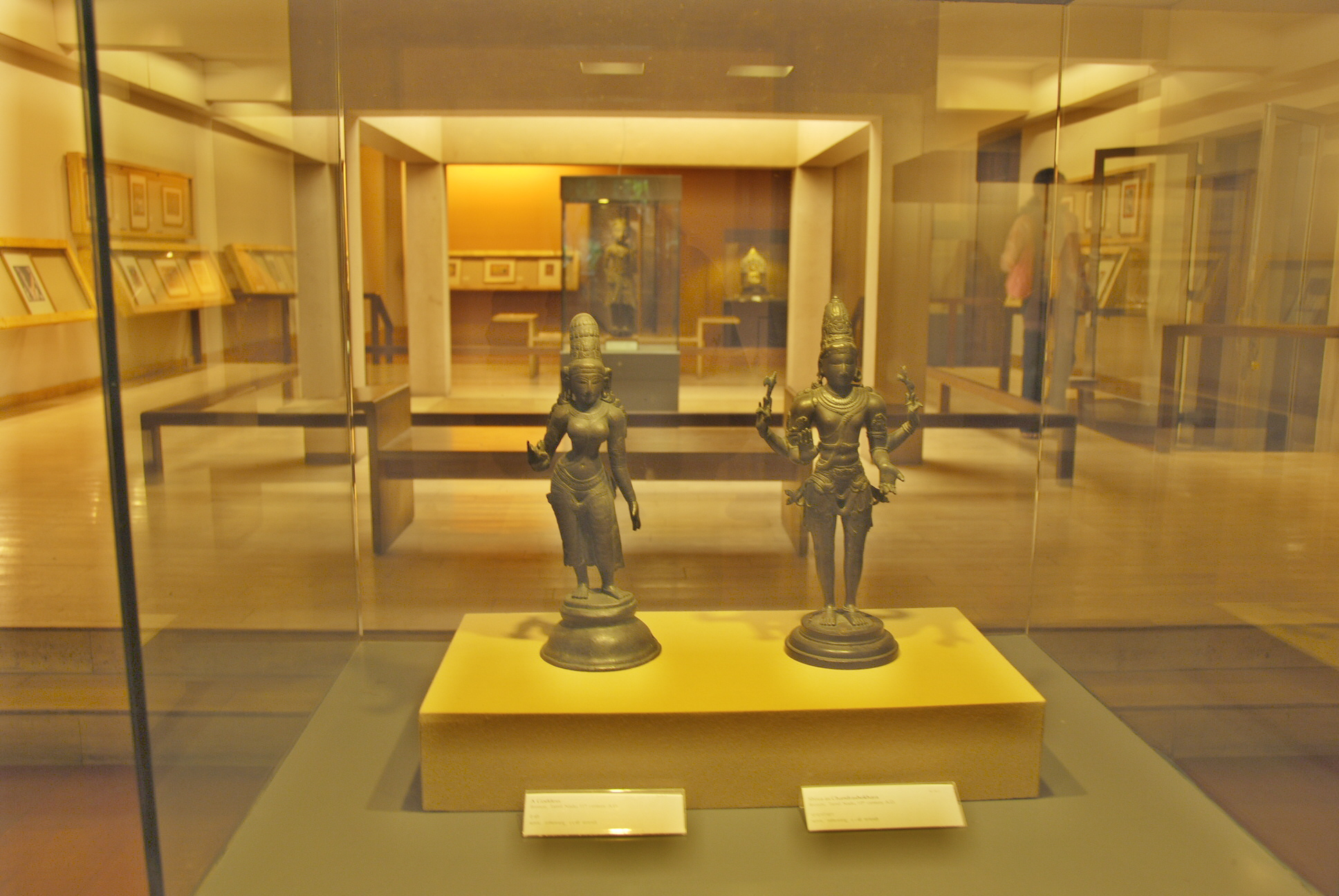
Галерея колекції Карла та Мегербаї Кхандалавала

Експозиція музею налічує близько 50 000 експонатів, розділених на три основні секції: мистецтво, археологія та природнича історія. Окрім того музей має лісову секцію, що має зразки стародавніх порід, вирощених у Бомбейському президентстві, а також невелику геологічну колекцію місцевих гірських порід, мінералів та скам'янілостей. Галерея морської слави, де виставляються експонати морської навігації в Індії, є першою з подібних у країні. 2008 року в музеї було засновано дві нові галереї, в яких представлено колекції Карла та Мегербаї Кхандалавала та Монети Індії.

### Мистецька секція

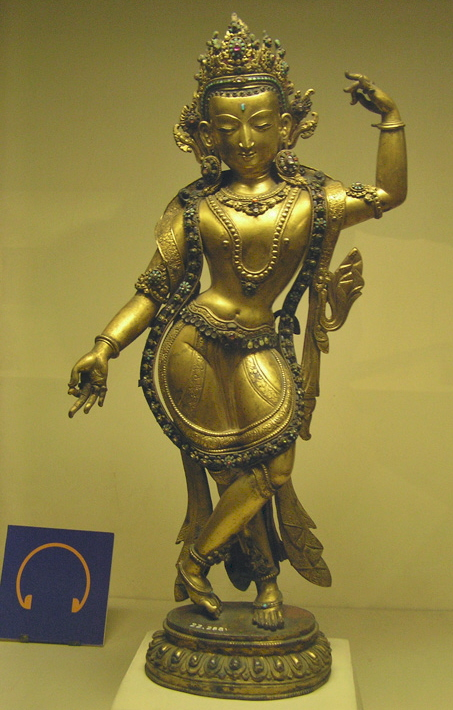
Крішна, який танцює, з Непало-Тибетського відділення. Непал, XVIII століття

Мистецька секція представляє колекції сера Пурушоттама Мавджі, придбані 1915 року, а також колекції сера Ратана Тати й сера Дорабджі Тати, придбані 1921 та 1933 року відповідно.
Колекція мініатюр включає твори представників головних шкіл індійського живопису: могольської, раджастханської, пахарійської та деканської. Також у колекції є манускрипти на пальмовому листі, датовані XI-XII століттям, пах арійські малюнки початку XIX століття, а також малюнки султанського періоду. Серед найвідоміших манускриптів «Анвар-Сухайлі» з ілюстраціями, виконаними у студії монгольського імператора Акбара I, а також рукопис XVII століття індійського епосу, Рамаяна, з Мевару.
Артефакти, виготовлені зі слонової кістки, датовані ще часами правління Гуптів. Фонди музею також мають декоративні артефакти, такі як тканини, могольскі вироби з нефриту, вироби з золота, срібла та художнього металу. Також є колекція європейського живопису, кистайської та японської порцеляни, слонової кістки та нефритових виробів, інших творів непальського і тибетського мистецтва. Також у музеї є експозиції, присвячені зброї та амуніції (містить обладунки Акбара I, датовані 1581 роком).

### Археологічна секція
Поштовх до розвитку археологічної колекції музею дали скульптури і монети, передані з музею в Пуне, а також колекції бомбейського відділення Королівського азійського товариства. Нині колекція містить рибальські снасті, зброю, прикраси, знаряддя мір і ваги народів індської цивілізації (2600–1900 до н. е.). Окрім того музей має артефакти з розкопок буддійської ступи у Мірпур-Хасі, скульптурну колекцію часів імперії Гуптів (280–550 до н. е.), теракотові фігурки з Сінду початку V століття, артефакти, датовані часами правління Чалук'я (VI-XII століття, Західні Чалук'ї та Раштракути), а також скульптури Раштракутів (753–982) з печер Елефанти.

### Секція природничої історії
Допомогу у створенні секції природничої історії надала Бомбейська спілка природничої історії. Секція містить інсталяції природного середовища проживання окремих груп тварин, діорами, що ілюструють індійську дику природу. Серед експонатів секції фламінго, птахи-носороги, індійські бізони й тигри.

### Нові галереї
Фотогалерея музею під назвою Від Бомбею до Мумбаї — двері на Схід з обличчям, повернутим на Захід була відкрита 29 січня 2015 року. Галерею відкривав Ніл Макгрегор, директор Британського музею (Лондон), який також прочитав ілюстровану лекцію на тему Світова культура у центральному фоє музею.
У жовтні 2008 року було започатковано галерею Крішни, де виставлені твори мистецтва, присвячені богу Крішні, а у березні 2009 було відкрито галерею Вішну.

## Галерея

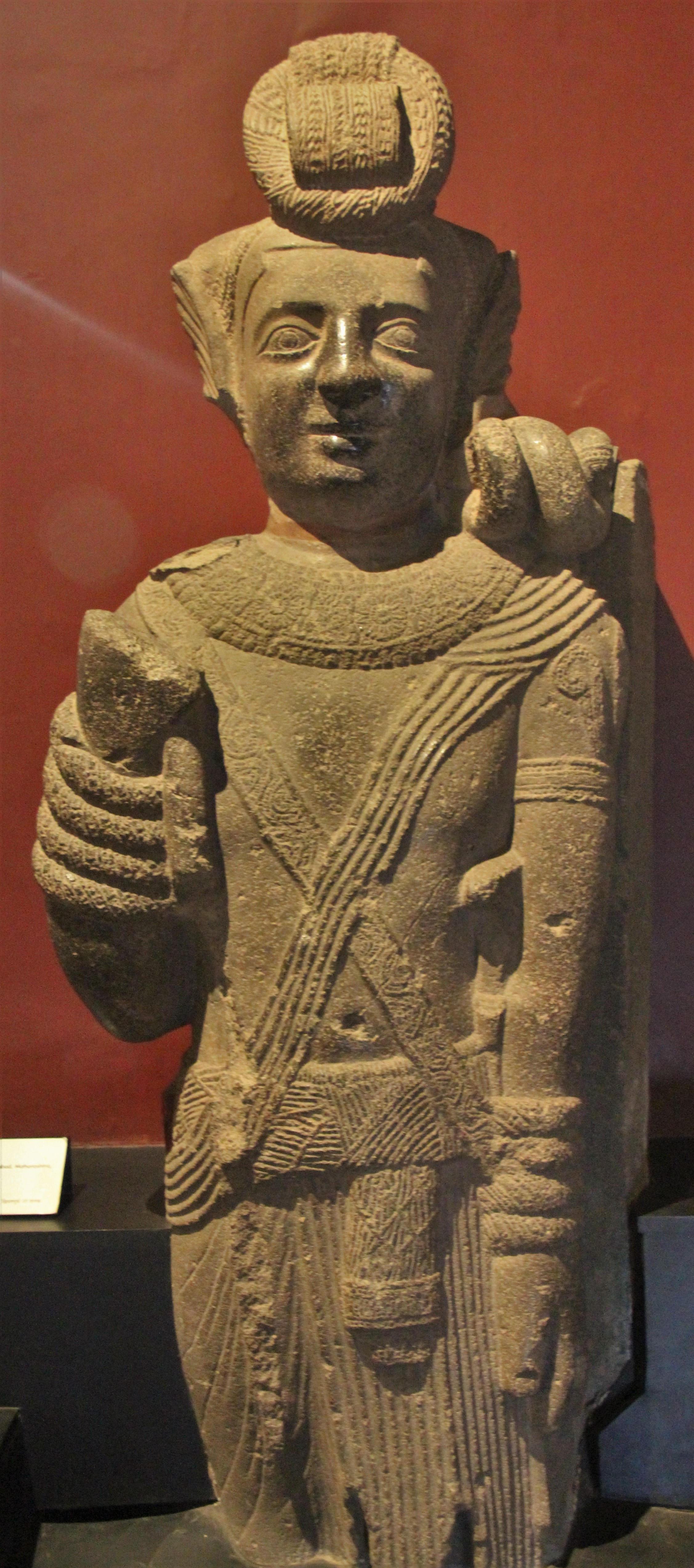
Дварапала Якша (II століття).
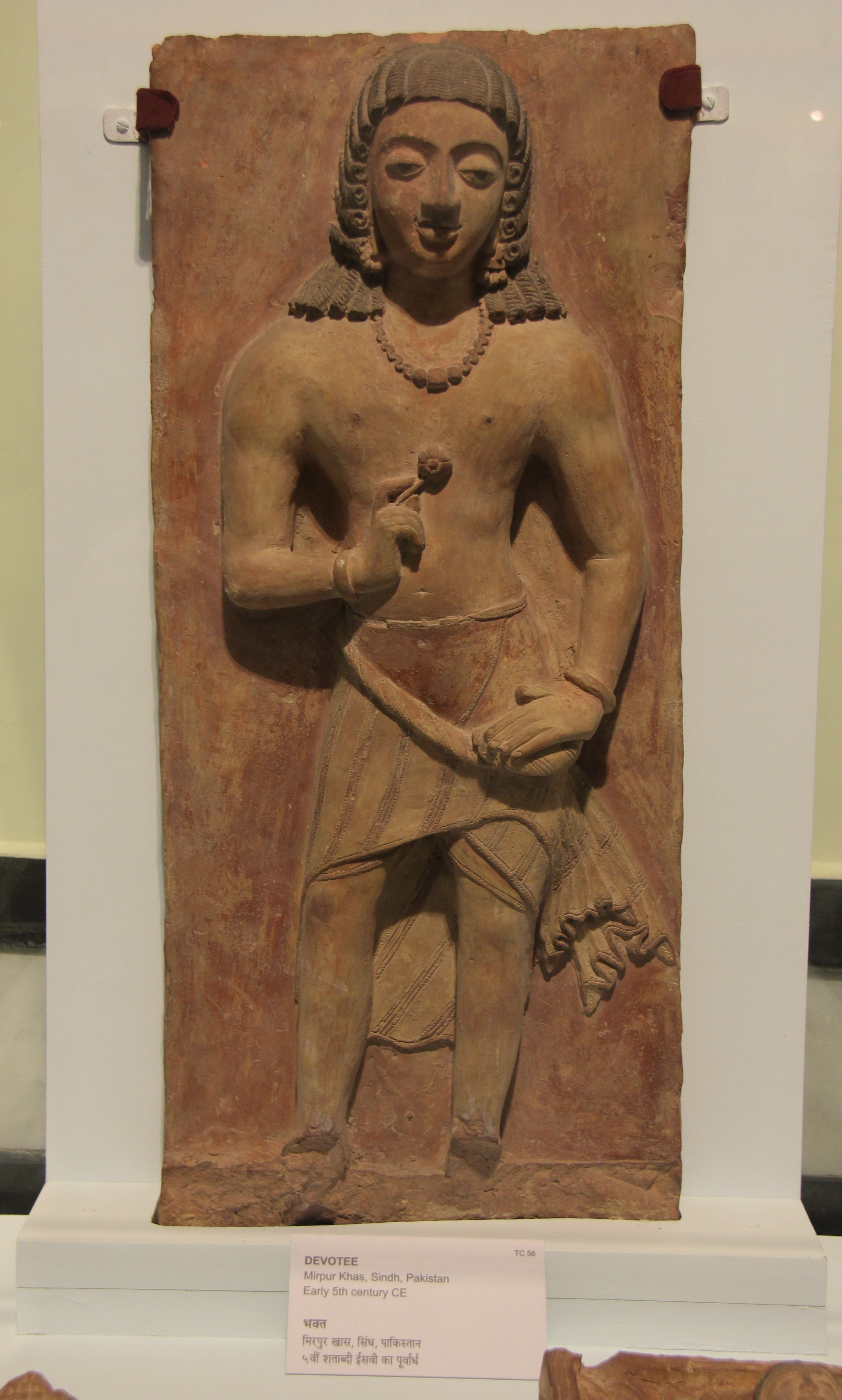
Статуя із Сінду (нині Пакистан). (V століття)
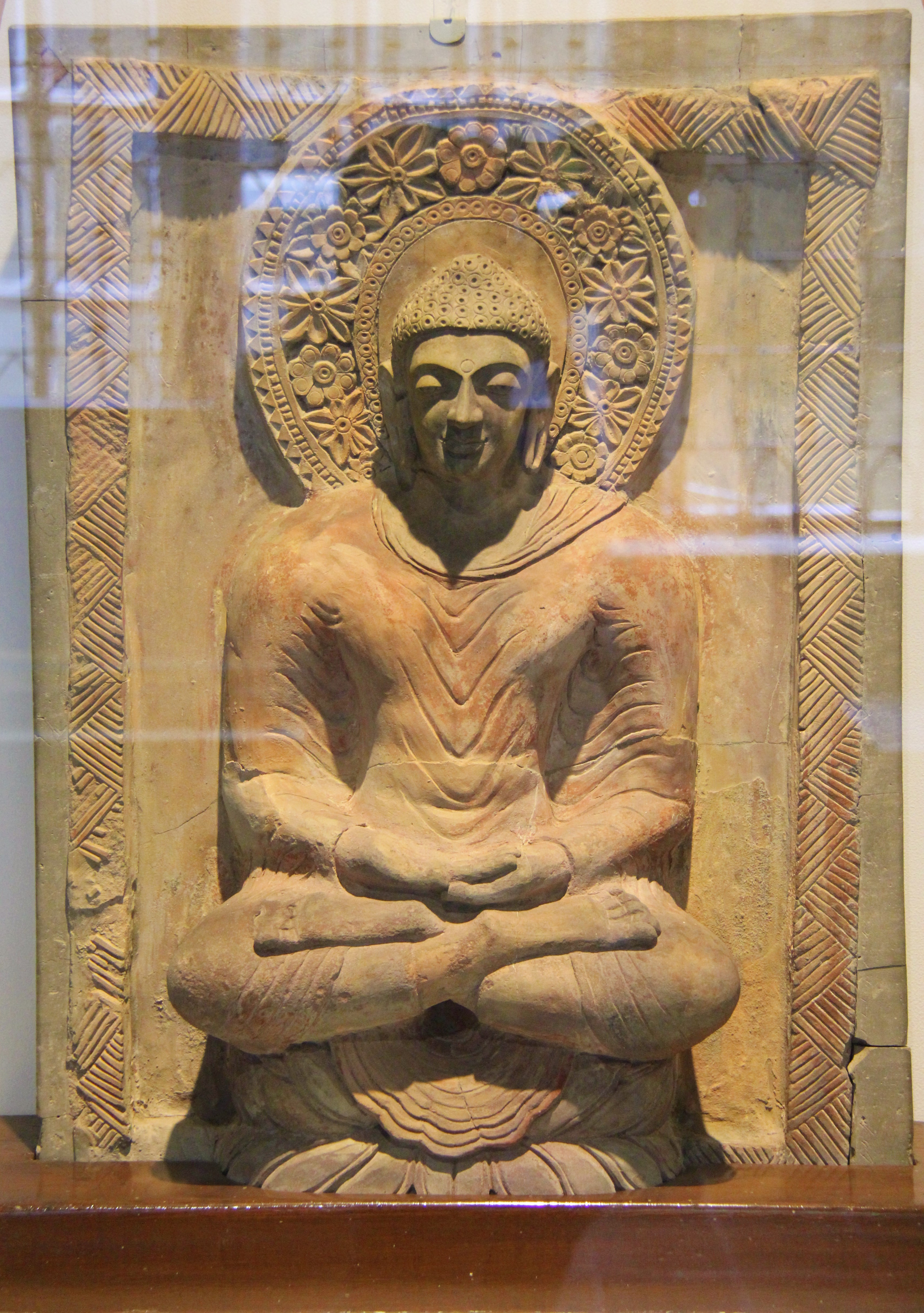
Теракотова статуя Будди, Мірпур-Хас (V століття)
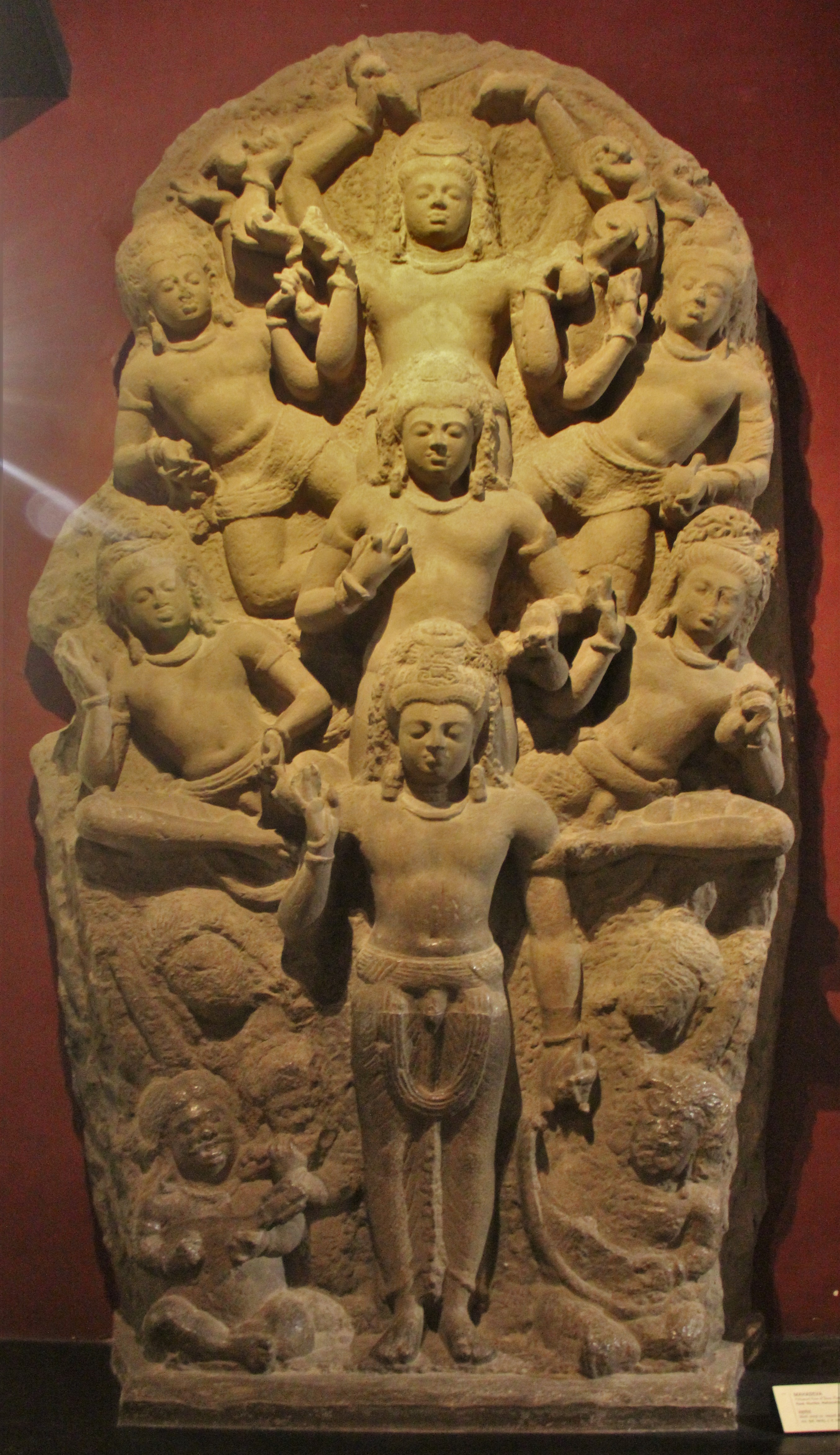
Фрагмент аштамурті (VI століття)
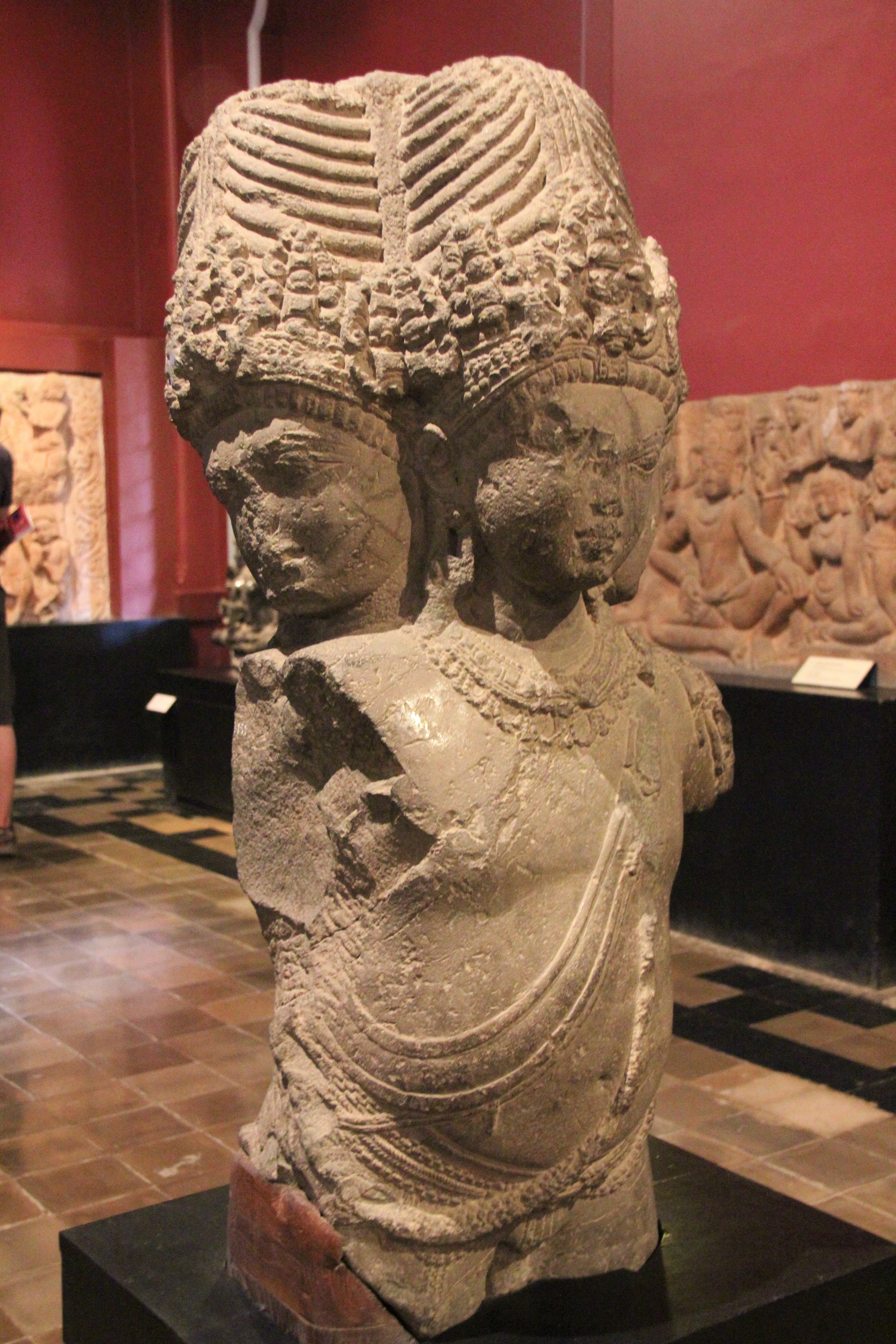
Базальтова статуя Брахми, знайдена у печерах Елефанти (VI століття)
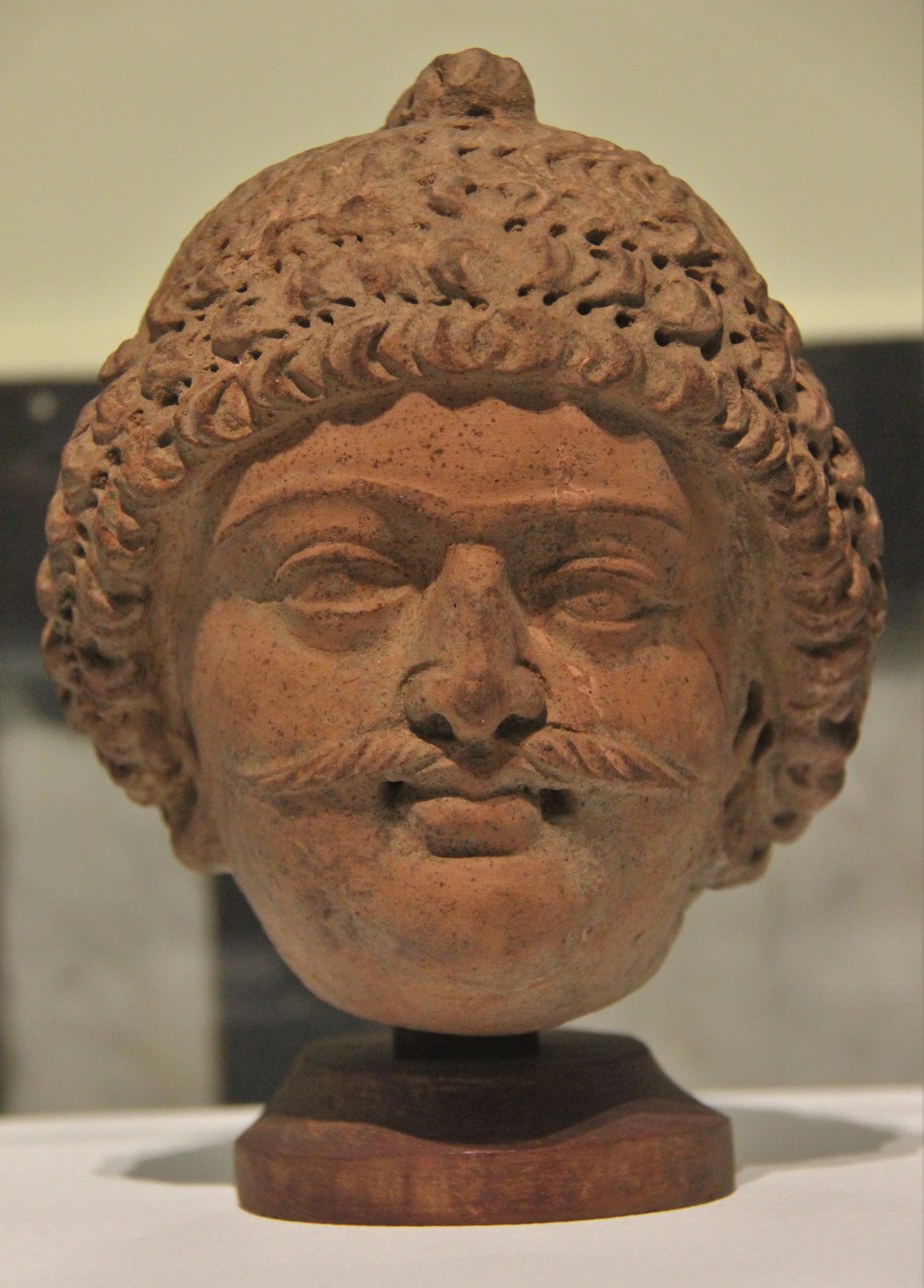
Теракотова голова (VI століття).
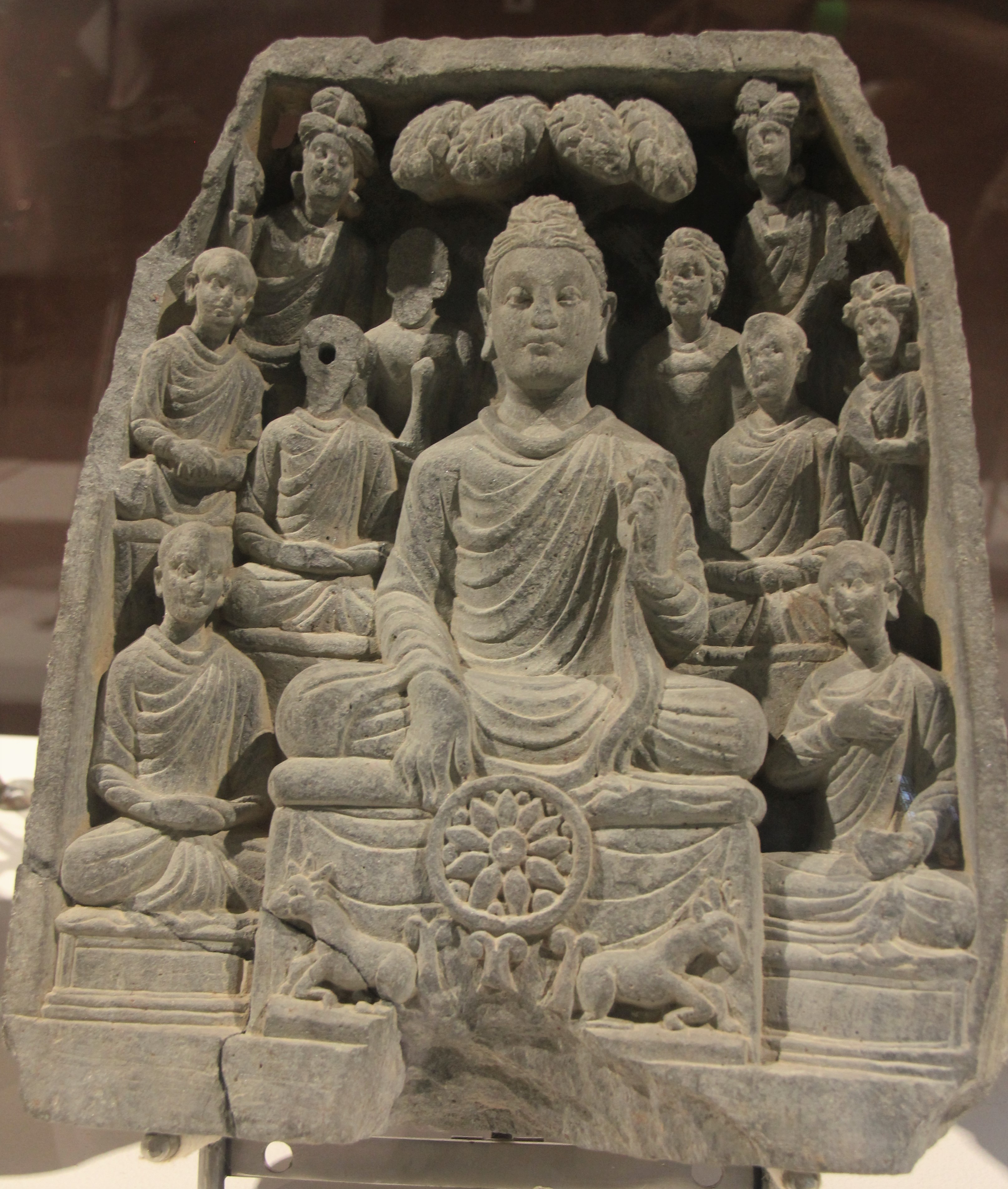
Статуя Будди, Сарнатх, Варанасі
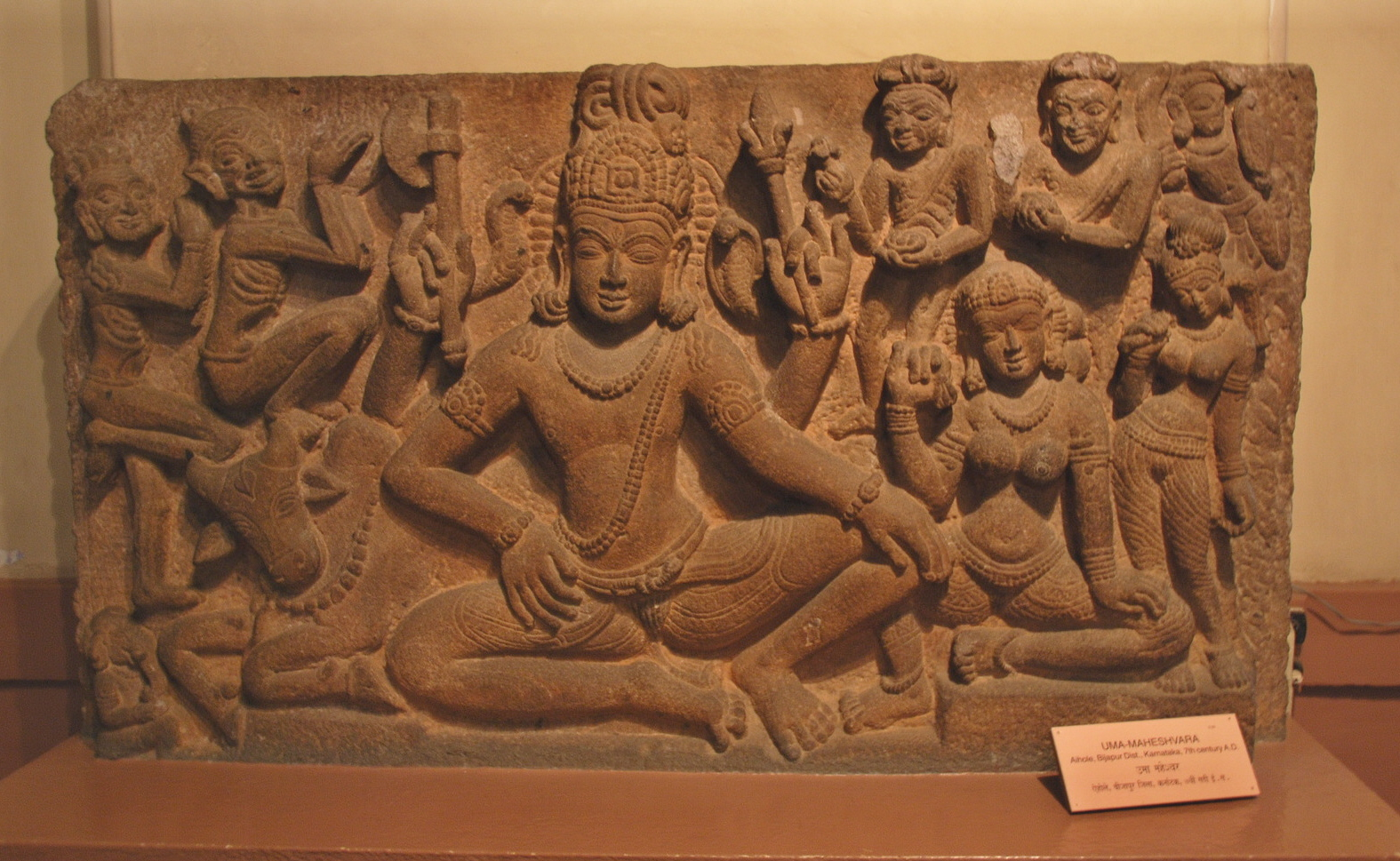
Ума-Махешвара, Айхоле (VII століття)
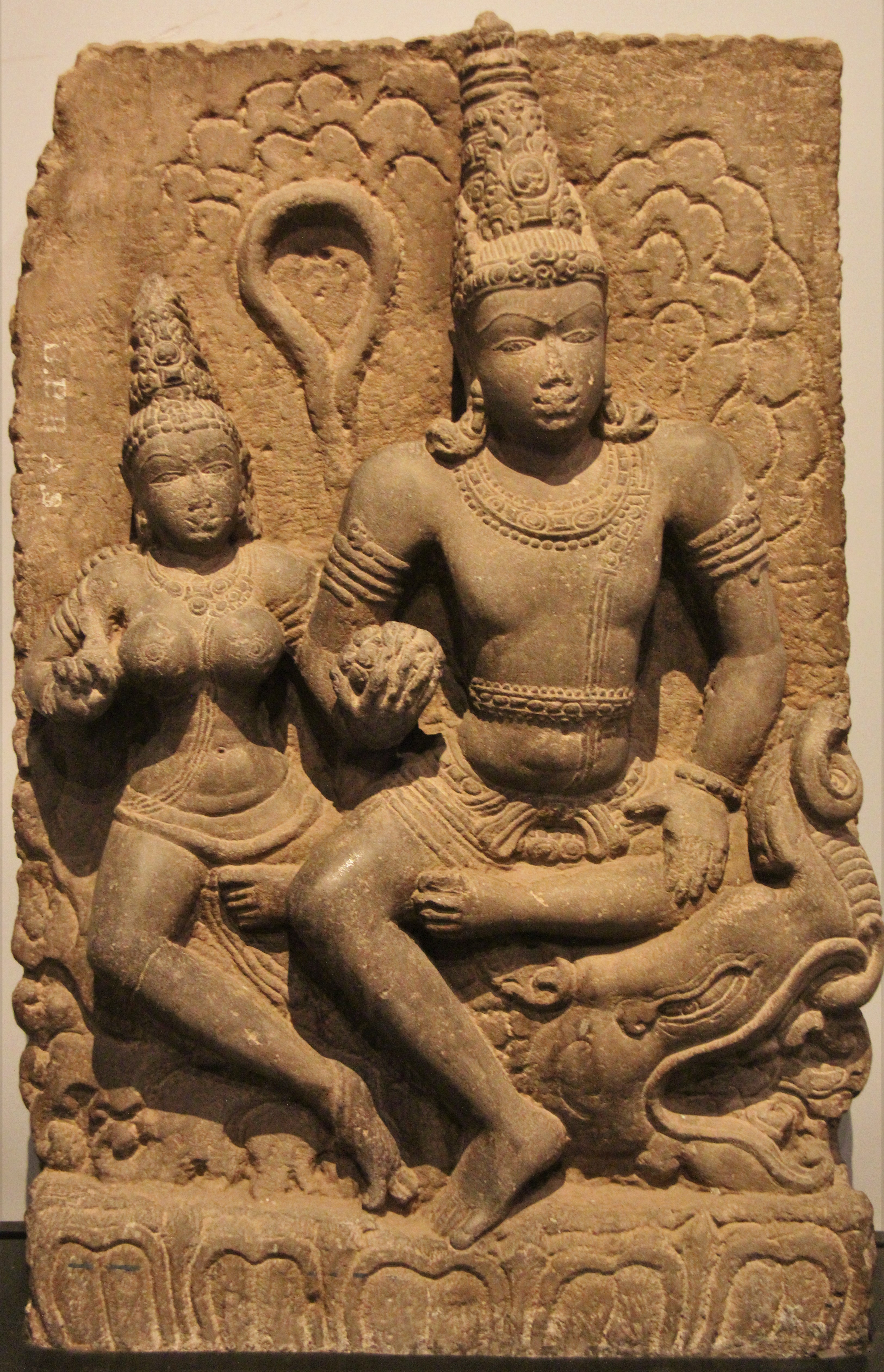
Варуна з Варунані, Карнатака (VIII століття)
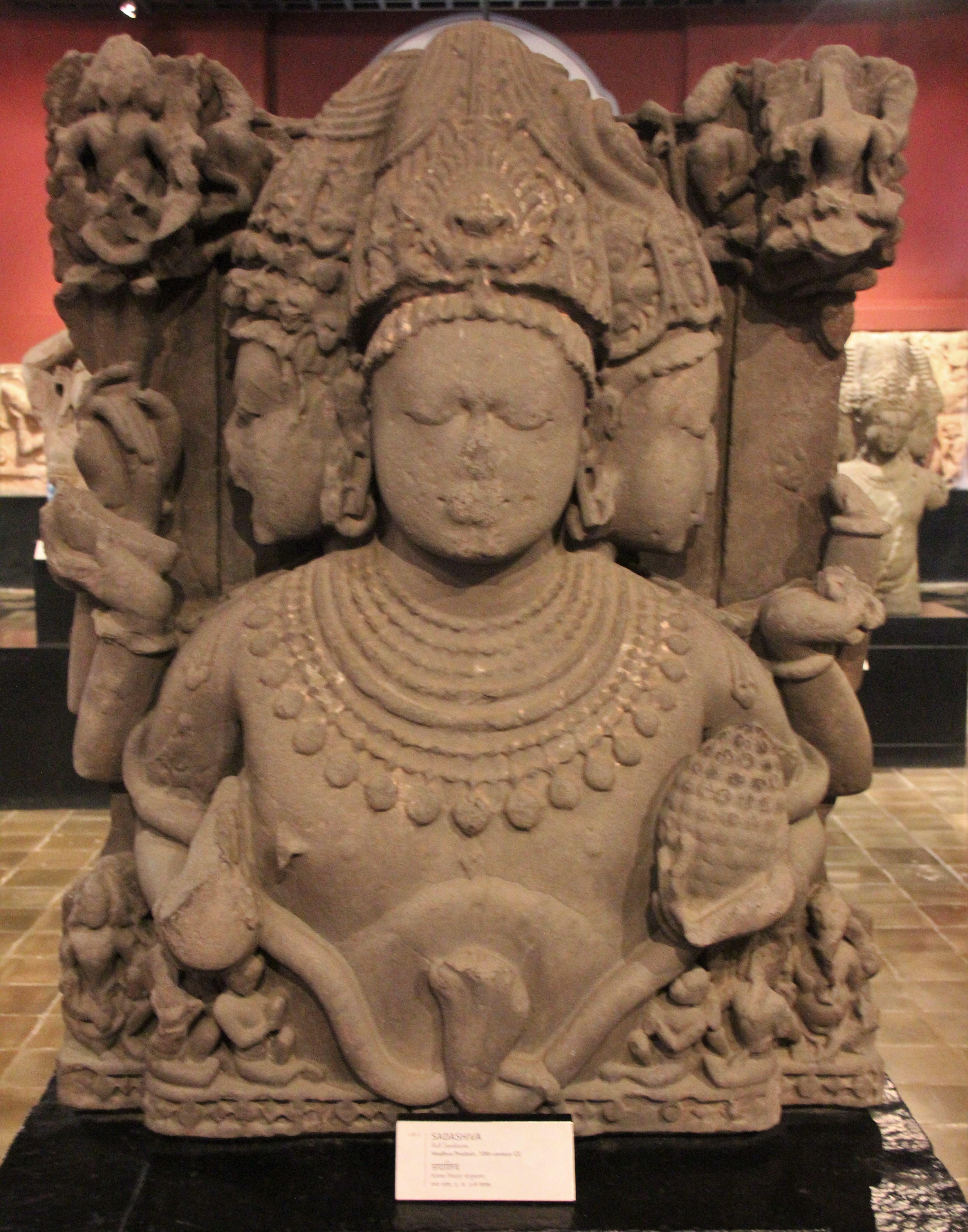
Статуя Садашиви з пісковику, Мадх'я-Прадеш (X століття).
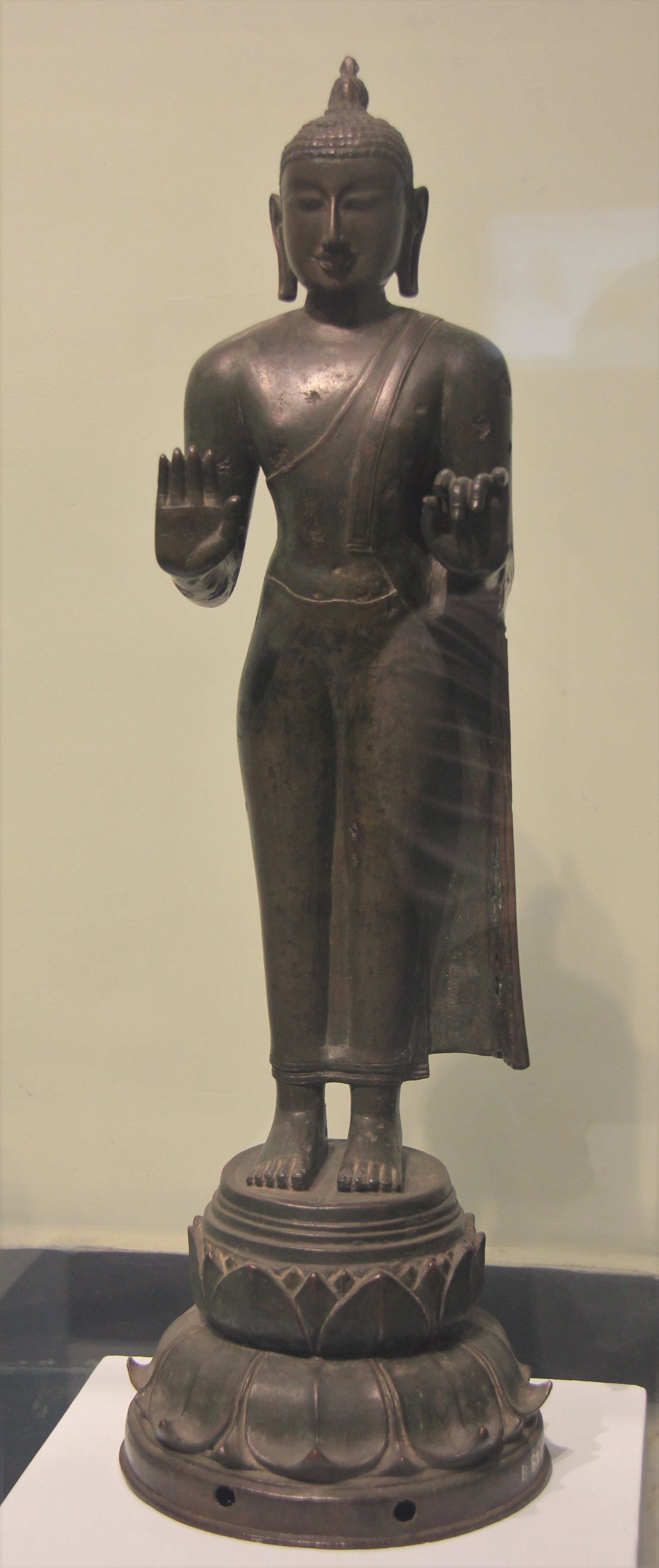
Статуя Будди, Нагапаттінам, Тамілнаду (X століття)
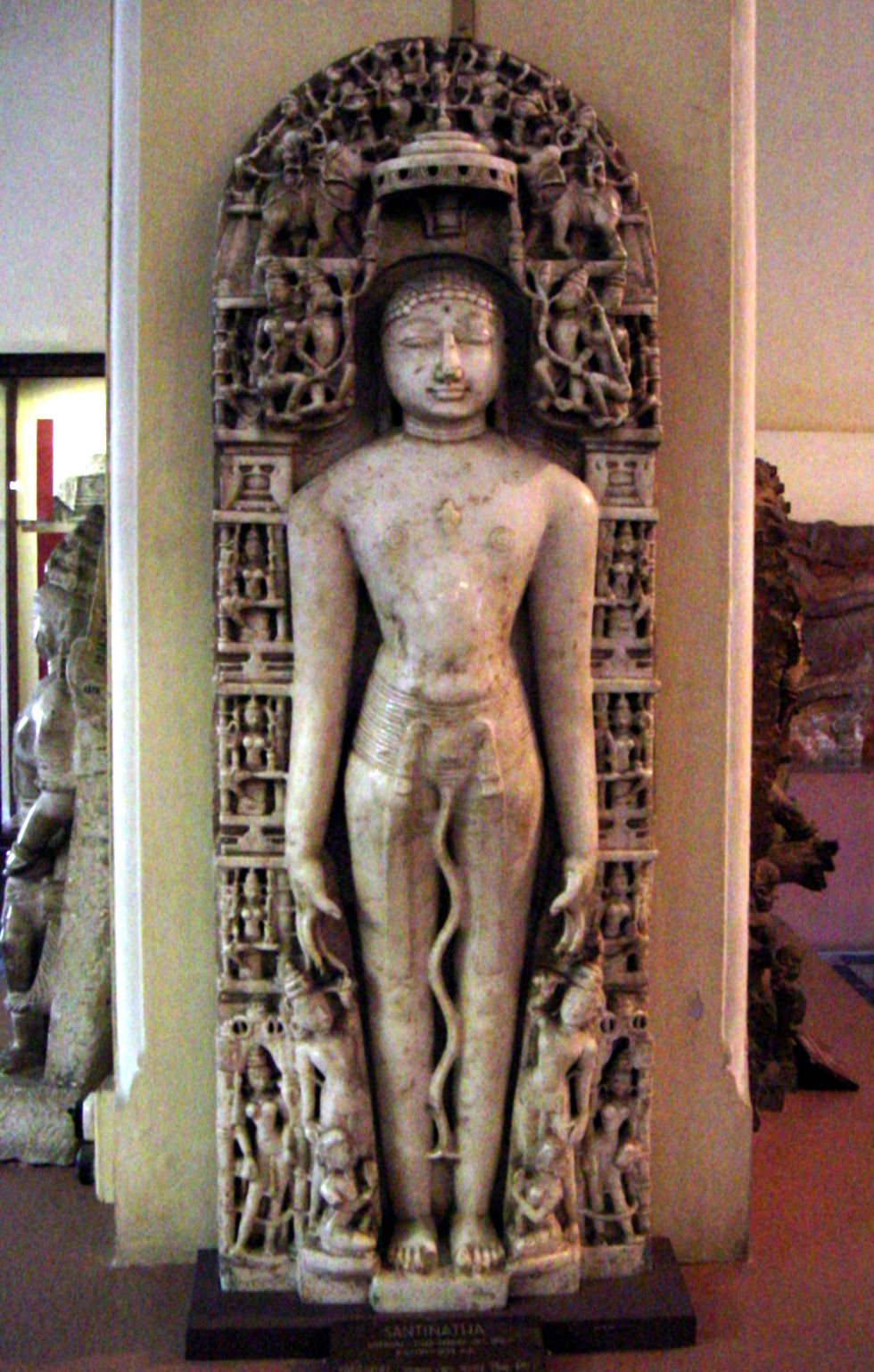
Статуя Шантінатхи, Сінд
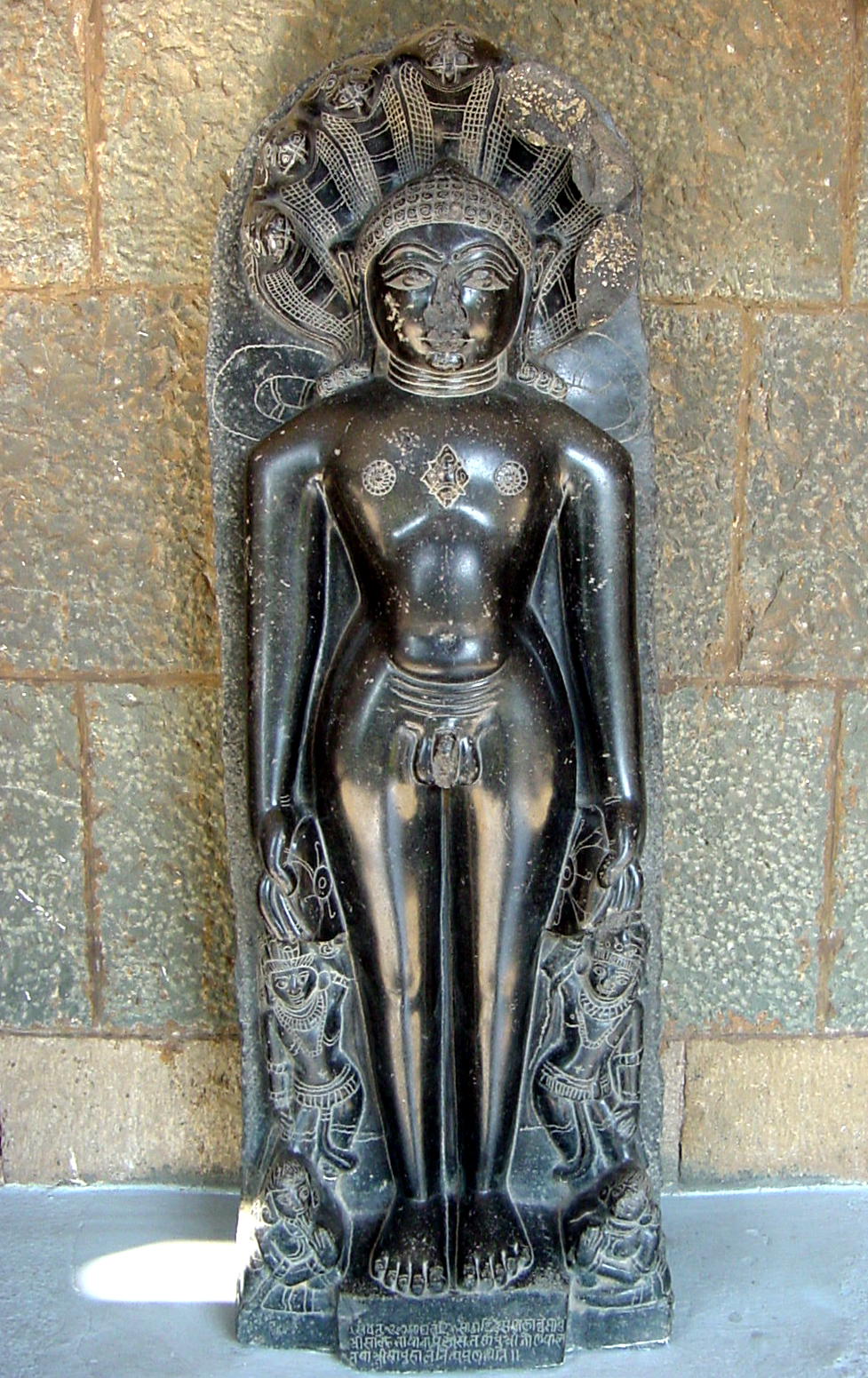
Статуя Паршви (XII століття)
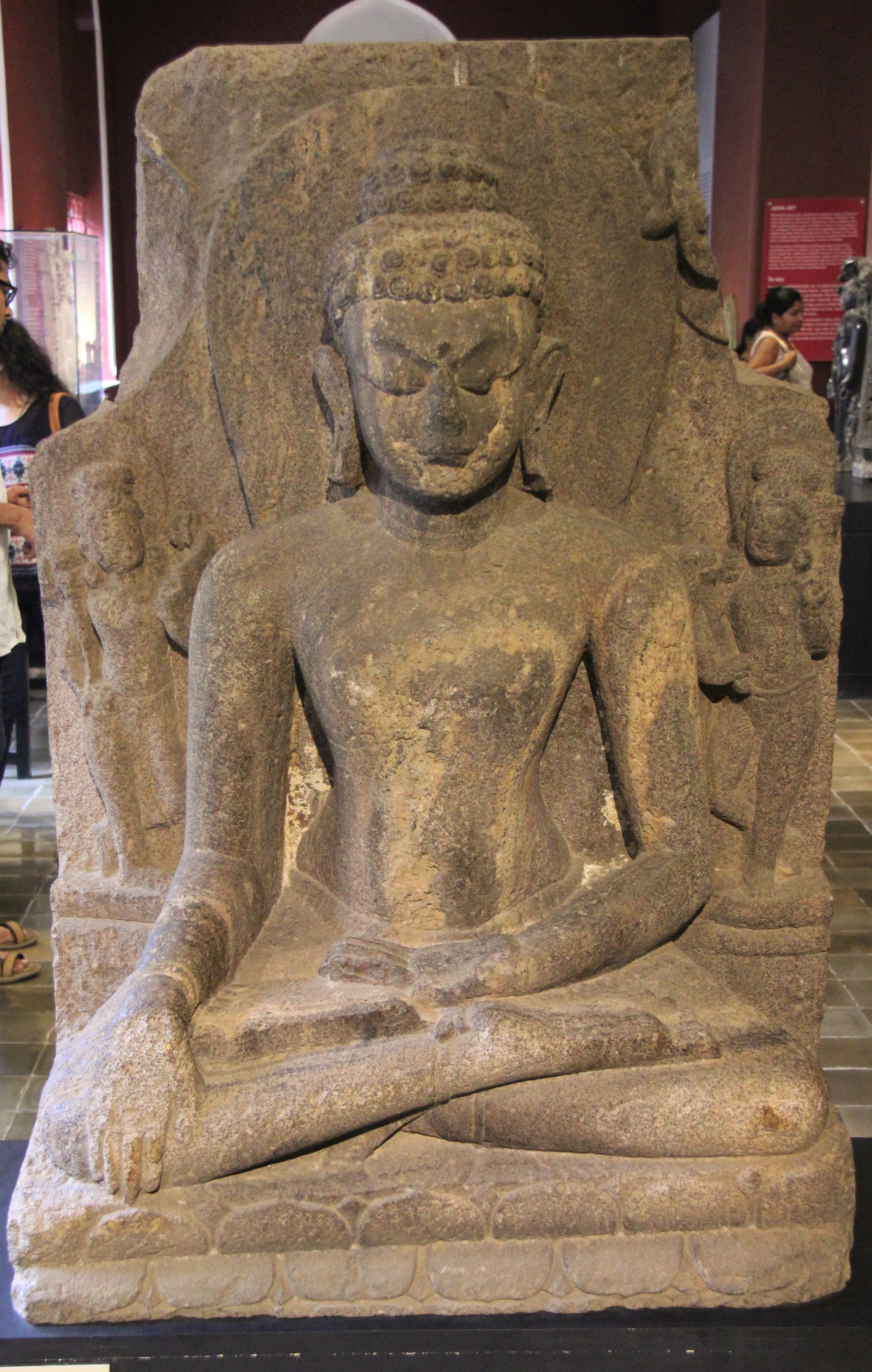
Статуя Будди, Одіша (XII століття)
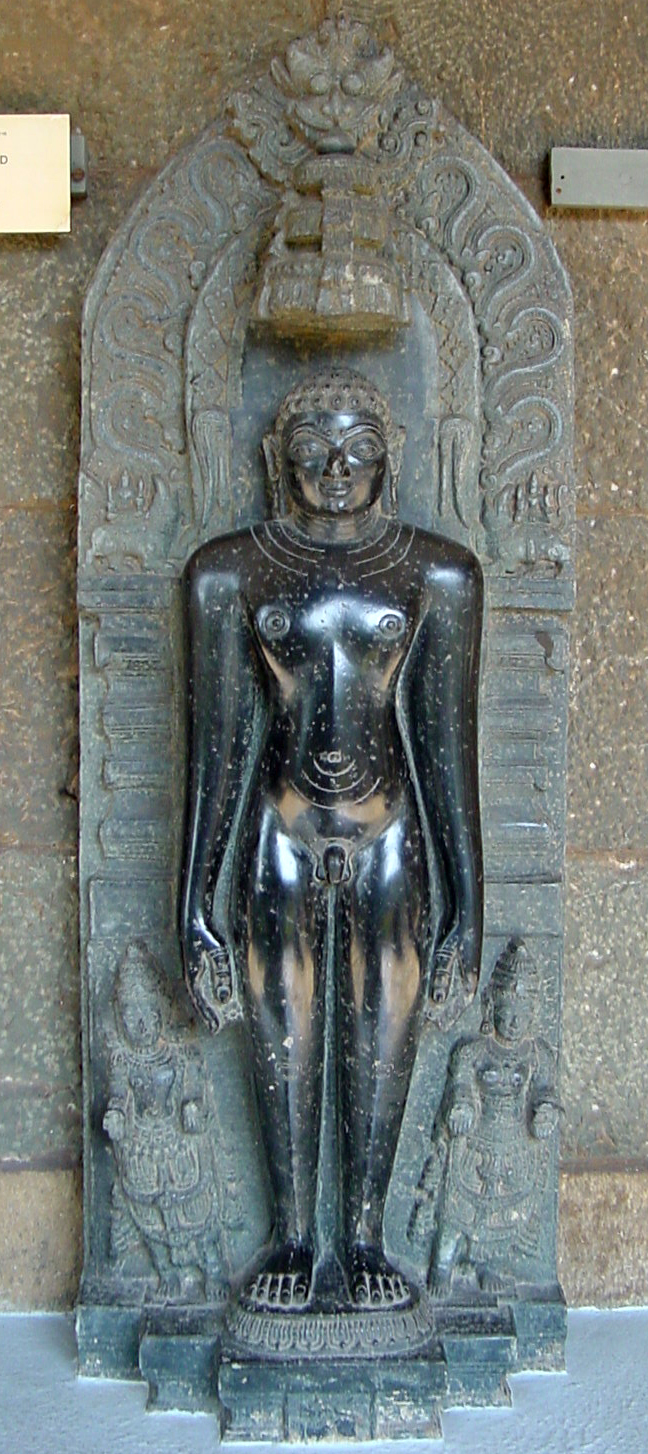
Статуя Магавіри, Карнатака (XII століття)
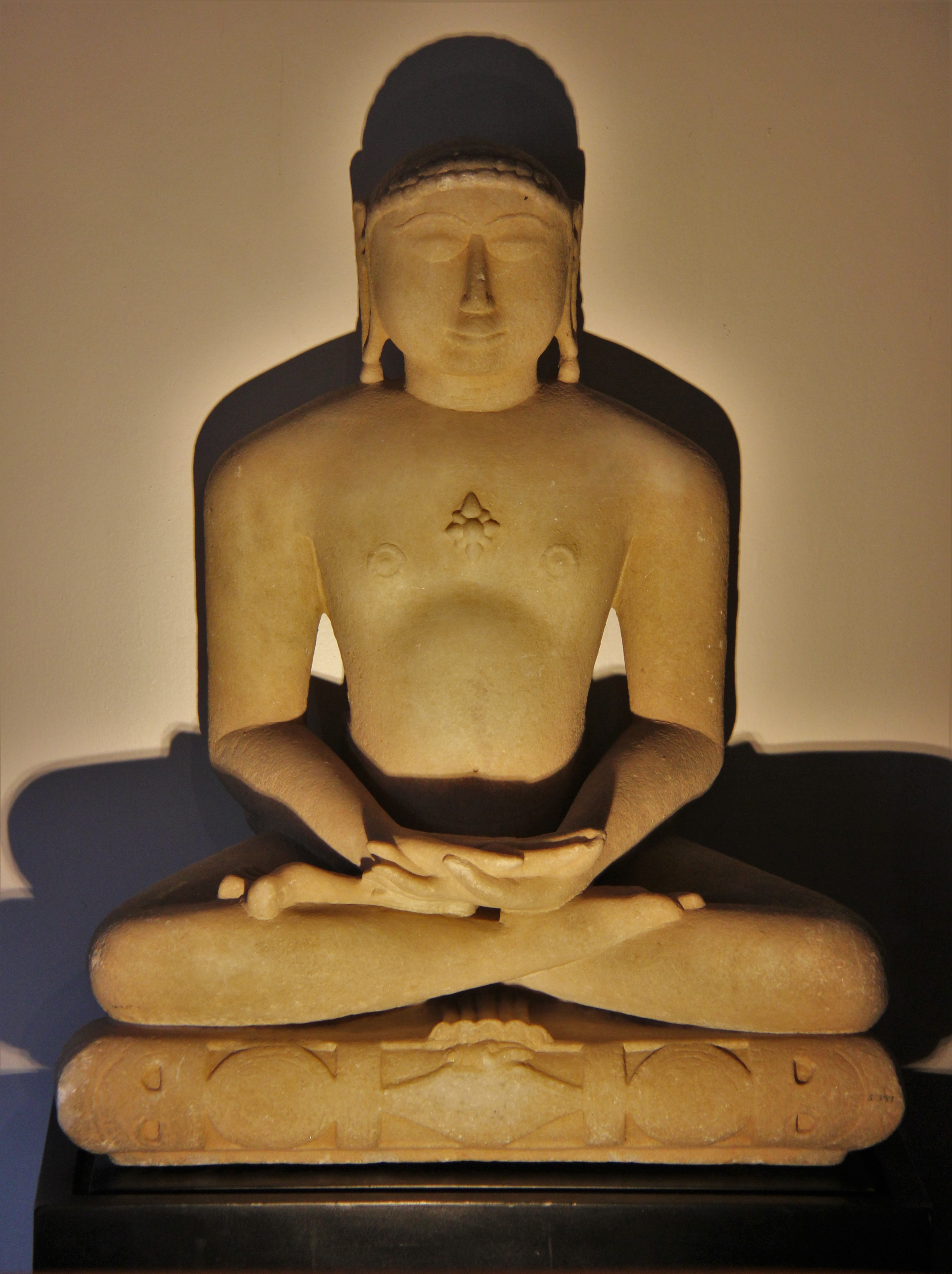
Мармурова статуя Тіртанкари, Гуджарат
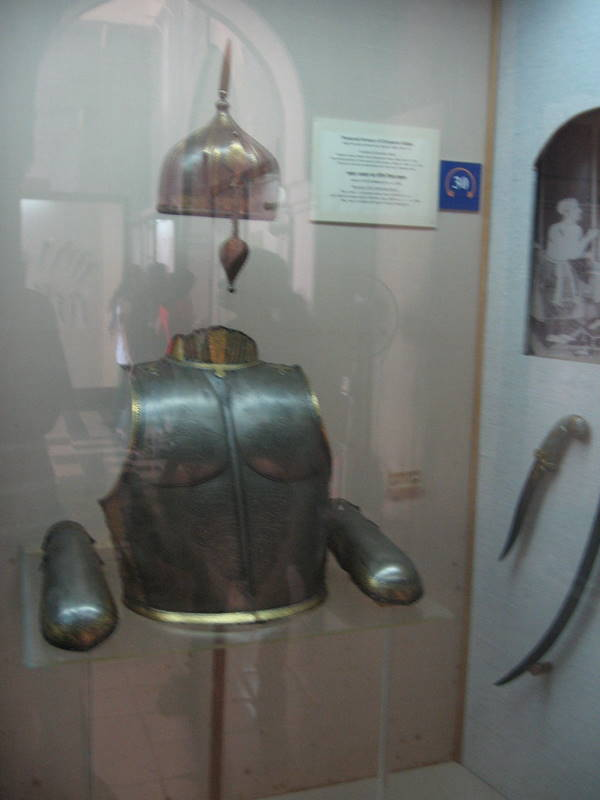
Обладунки Акбар I Великий
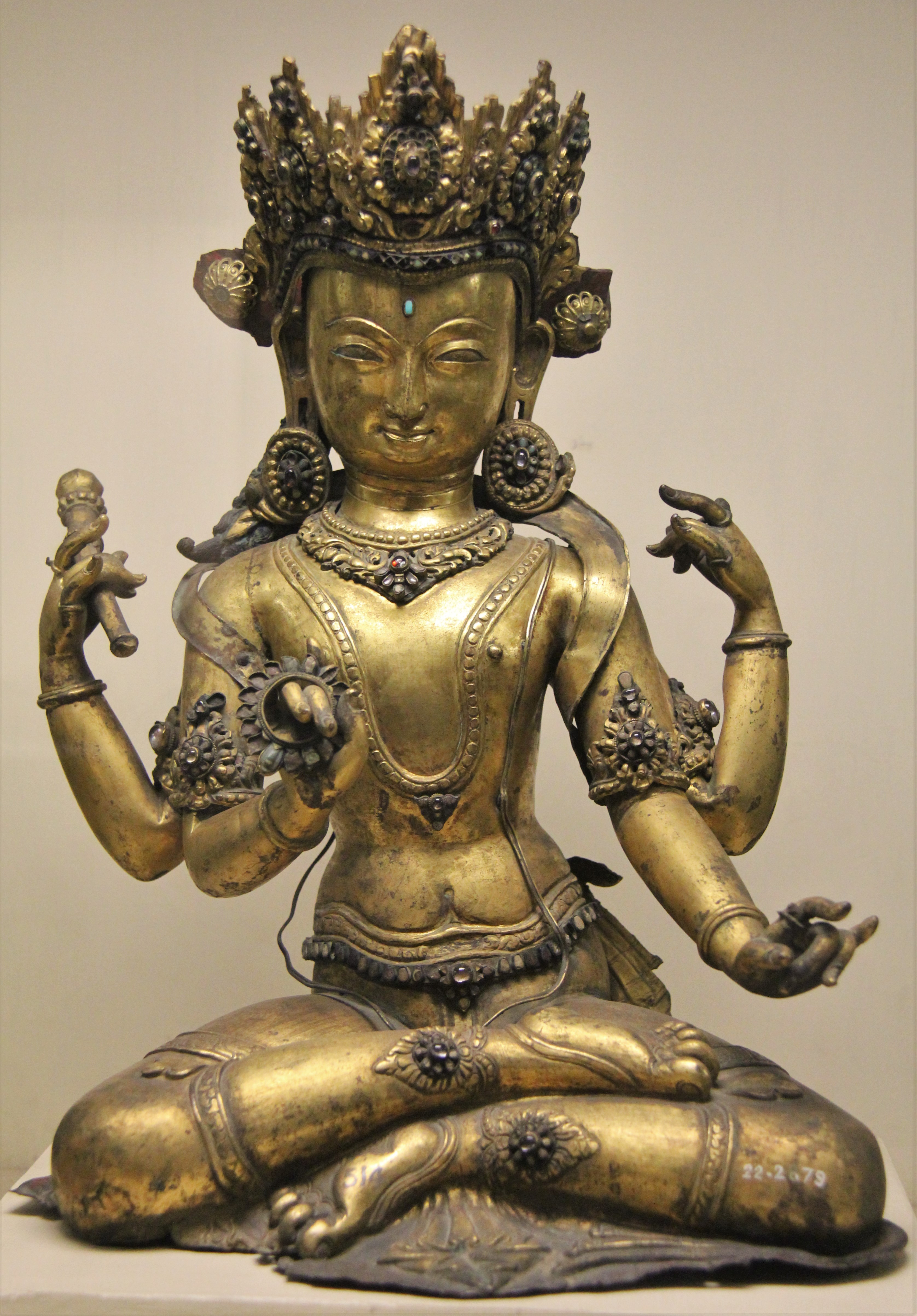
Статуя Вішну, Непал (XVIII століття)
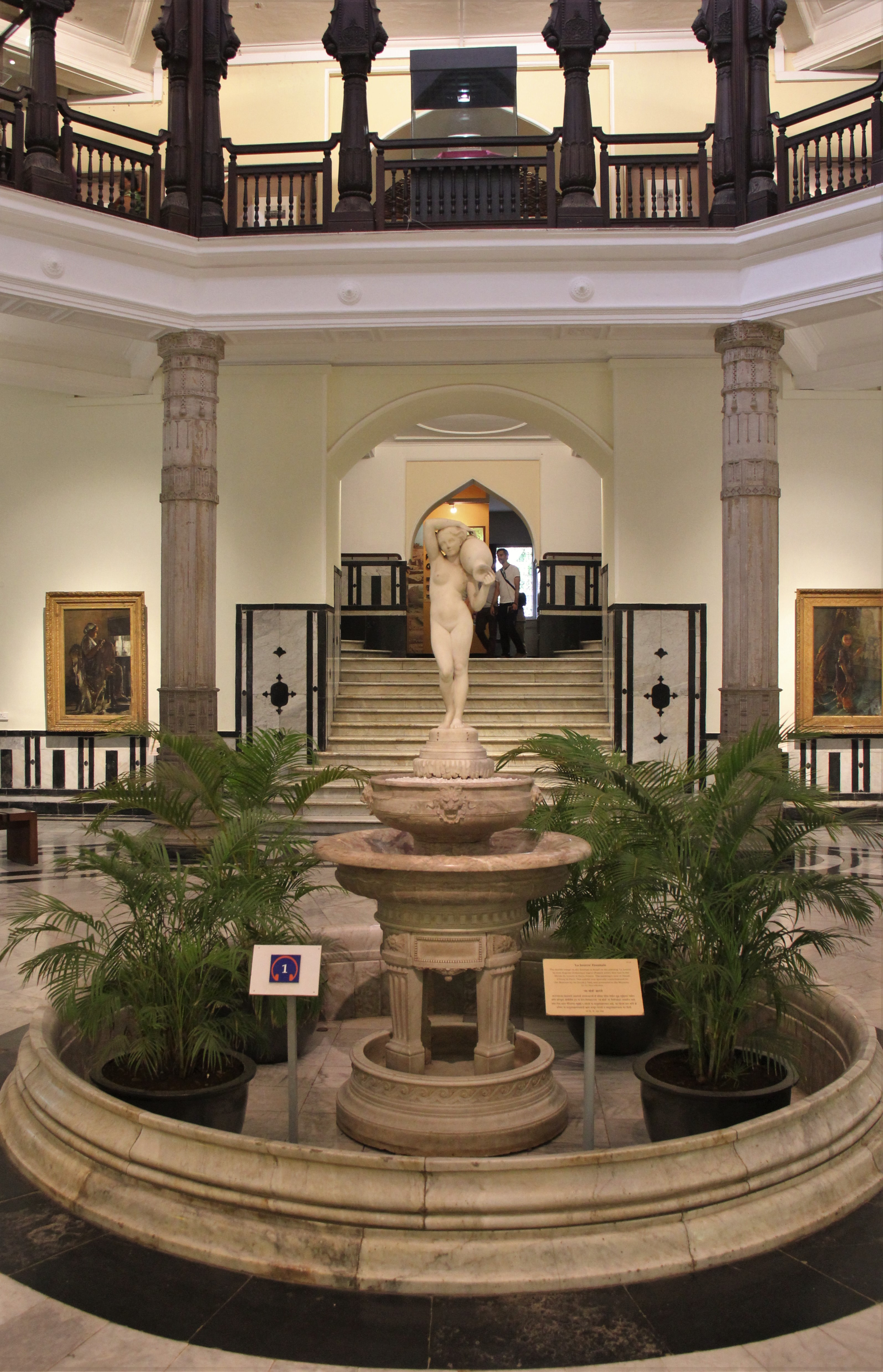
Головний хол музею
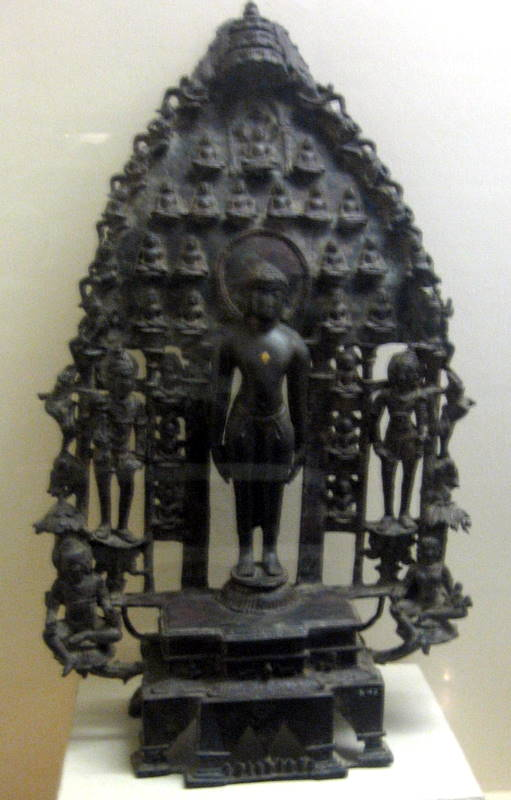
Статуя Рішабхи
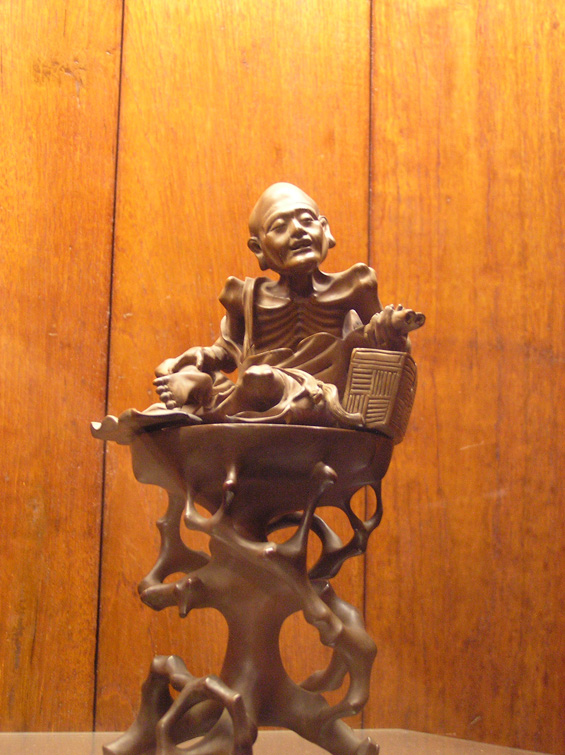
Японська скульптура
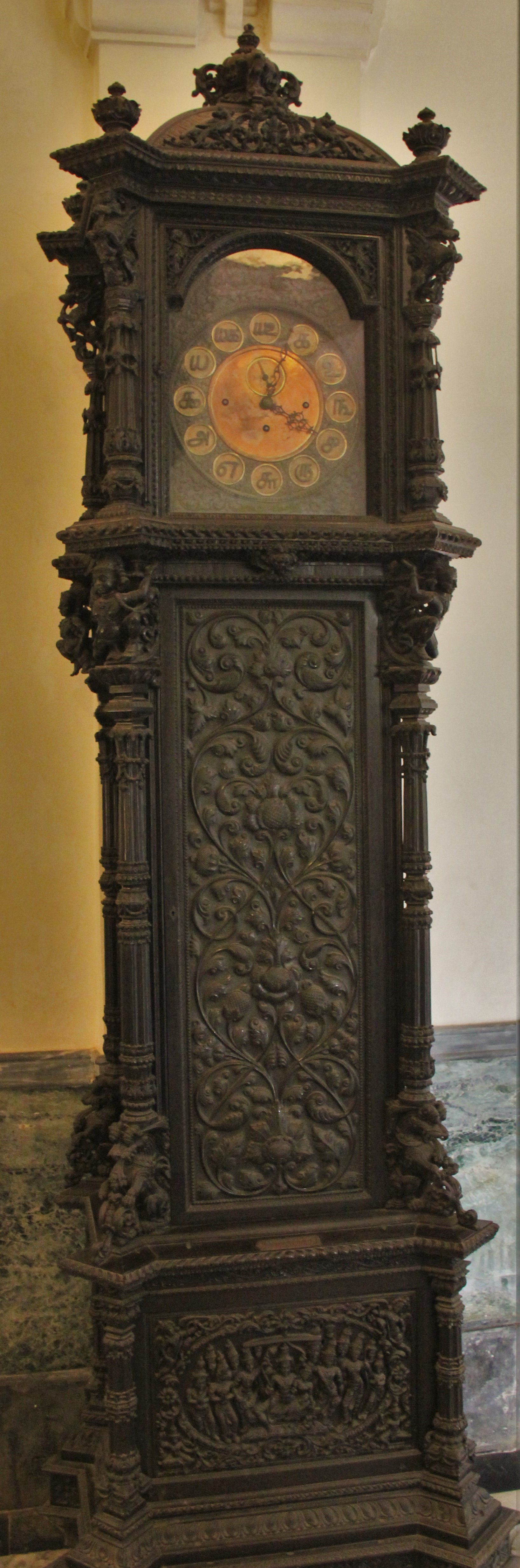
Годинникова шафа (початок XX століття)